# Melisas
En la mitología griega las melisas (en griego antiguo: μέλισσαι, mélissai) son un tipo de ninfas de quienes se cree que las abejas recibieron su nombre.  Para algunos Melisa, en singular, era una mujer que descubrió y enseñó el uso de la miel. Las abejas parecen haber sido el símbolo de las ninfas, por lo que a veces se las llama melisas, y a veces se dice que se transformaron en abejas.  Ciertas ninfas con forma de abejas guiaron a los colonos que fueron a Éfeso.   Unas abejas sagradas fueron nodrizas de Zeus en una caverna de Creta. De entre las melias del Dicte una de ellas era Panácride, una abeja que le proporcionaba miel dulce al infante Zeus.